# Sainte-Cécile (Manche)
Sainte-Cécile – miejscowość i gmina we Francji, w regionie Normandia, w departamencie Manche.
Według danych na rok 1990 gminę zamieszkiwało 679 osób, a gęstość zaludnienia wynosiła 60 osób/km² (wśród 1815 gmin Dolnej Normandii Sainte-Cécile plasuje się na 332. miejscu pod względem liczby ludności, natomiast pod względem powierzchni na miejscu 427.).